# ディスカバリー (会社)
ディスカバリー（英: Discovery, Inc.）は、ニューヨークに本社を置いていたアメリカ合衆国の多国籍マスメディア・ファクチュアルテレビのコングロマリット。1985年に設立され、ディスカバリーチャンネル、アニマルプラネット、サイエンスチャンネル、TLCなどのファクチュアルとライフスタイル系テレビブランドを運営していた。
2021年5月、AT&Tはメディア子会社のワーナーメディアとディスカバリーの合併を提案したことを発表した。2022年4月8日に合併は完了し、ワーナー・ブラザース・ディスカバリーが設立された。

## 沿革
現会長のジョン・ヘンドリックスにより1984年設立。1985年、ディスカバリーチャンネルを開局。
1986年にはTCI（1999年AT&Tと合併後、2001年メディア部門が「リバティメディア」として独立）をはじめとするケーブルテレビ統括会社（MSO）の出資を受け急成長する。
2005年、当時DCIの50%を保有していたリバティメディアから「ディスカバリー・ホールディング（Discovery Holding Company、DHC）」がスピンオフ。2007年にCox Communications, Inc.の保有分（25%）をトラベルチャンネルおよび現金12億7500万ドルと交換、DHCの保有分は2/3となった。
2008年9月、DHCとDCIの残り1/3を保有するAdvance/Newhouse Programming Partnership（Advance/Newhouse）は、両社が出資するDiscovery Communications, LLCとAnimal Planet, L.P.を統括する新会社・Discovery Communications, Inc.を設立。DHCに代わってNASDAQに上場（NASDAQ: DISCA）した。新会社の議決権のうち26%はAdvance/Newhouseが、23%はDHCのCEOだったジョン・マローン（リバティメディア、リバティ・グローバル、ディレクTVグループ会長）が保有している。
2017年7月、米メディア大手のスクリップス・ネットワークス・インタラクティブを約119億ドルで買収することを発表。2018年3月に買収が完了し、フード・ネットワークをはじめ、スクリップス社が運営・共同出資していた専門チャンネルがディスカバリー系列となった。
2021年5月17日、同業会社のワーナーメディアと2022年頃を目処に経営統合することで同社並びにワーナー親会社のAT&Tとの間で合意したことを発表した。合併は2022年4月8日に完了し、ワーナー・ブラザース・ディスカバリーとなった。

## 運営チャンネル

### アメリカ国内
| ディスカバリー・コミュニケーションズ 系列              | ディスカバリー・コミュニケーションズ 系列 |
| チャンネル名                                           | 内容 |
| ------------------------------------------------------ | --- |
| ディスカバリーチャンネル                               | 総合ドキュメンタリーチャンネル |
| アニマルプラネット                                     | 動物関係の番組を扱う。BBCワールドワイド社との合弁で始まったが現在は解消。 |
| TLC                                                    | 当初は教育や学習関連の番組が多かったが、現在はリアリティ番組を多数放送。旧称・ザ・ラーニング・チャンネル |
| サイエンス （アメリカ合衆国のTVチャンネル）            | 科学関連の番組を主に扱う。旧称・ディスカバリーサイエンスチャンネル → ザ・サイエンス・チャンネル |
| ディスカバリーファミリー                               | 主に子供に向けた番組を扱う。米玩具メーカーハズブロ社との合弁。旧称・ディスカバリーキッズ → HUBネットワーク |
| Destination America                                    | アメリカの文化・歴史・旅行などに焦点を当てた番組を扱う。旧称・ディスカバリーホーム&レジャー → ディスカバリーホーム → プラネットグリーン |
| Investigation Discovery                                | - 1996年、CBSとの合弁「Eye One People」として発足 - 1998年合弁解消、「Discovery People」にチャンネル名変更。 - 1999年「Discovery Civilization」に変更。 - 2002年、ニューヨーク・タイムズとの合弁会社発足で「Discovery Times」に変更 - 2006年合弁解消。 - 2008年現チャンネル名に変更 |
| アメリカンヒーローズチャンネル                         | 軍事や戦争などに関する番組を扱う。旧称・ディスカバリーウィングスチャンネル → ザ・ミリタリーチャンネル |
| Motor Trend                                            | 自動車に関する番組を扱う。ターゲットは25歳～54歳までの成人男性。旧称・ディスカバリーHDシアター → HDシアター → Velocity |
| ディスカバリーライフ                                   | 健康や医療に関する番組を扱う。旧称・ディスカバリーヘルスチャンネル とFitTV（2001年、FOXケーブルネットワークから買収）を統合。旧称・FitTVのチャンネルを利用してリニューアル。 |
| オプラ・ウィンフリー・ネットワーク                     | 米の著名な司会者であるオプラ・ウィンフリー総指揮によるチャンネル。旧称・ディスカバリーヘルスチャンネル のチャンネルを利用して開局。ディスカバリー社とオプラ氏が所有する会社の合弁。                                                                                                 |
| ディスカバリー・エスパニョール                         | ディスカバリーチャンネルのスペイン語版。 |
| ディスカバリー・ファミリア                             | 家族・子供向け番組のスペイン語版を扱う。 |
| ディスカバリー・デジタル・ネットワーク                 | インターネット上で展開するテレビネットワーク。独立した6つのチャンネルで構成される。 |
| 旧 スクリップス・ネットワークス・インタラクティブ 系列 | |
| チャンネル名                                           | 内容 |
| フード・ネットワーク                                   | 料理番組など食に関する番組を扱う。 |
| HGTV                                                   | 住宅や不動産に関する番組を扱う。 |
| トラベルチャンネル                                     | 旅番組やレジャーに関する番組を扱う。日本の旅番組専門チャンネルの旅チャンネルとは無関係。 |
| クッキングチャンネル                                   | 料理番組など食に関する番組を扱う。フード・ネットワークのスピンオフという位置付け。 |
| DIYネットワーク                                        | DIYに焦点を当てた番組を扱う。HGTVのスピンオフという位置付け。 |
| グレート・アメリカン・カントリー                       | カントリー・ミュージックやそれが発祥した時代の文化に関する番組を扱う。 |

### アメリカ国外
上図の各言語・地域版の他、下図のオリジナルチャンネルを有する。
日本では衛星放送・ケーブルテレビにおいて「ディスカバリーチャンネル」「アニマルプラネット」を運営。
NTTドコモの映像サービス「dTVチャンネル」でも下記の「Discovery Turbo」を運営している。
| ディスカバリー・コミュニケーションズ 系列 | ディスカバリー・コミュニケーションズ 系列                                                          |
| チャンネル名                              | 内容                                                                                               |
| ----------------------------------------- | -------------------------------------------------------------------------------------------------- |
| DMAX                                      | ドイツを中心にヨーロッパで展開する男性向けのドキュメンタリーチャンネル。                           |
| Discovery Turbo                           | 自動車・バイクに関する番組を専門とするドキュメンタリーチャンネル。                                 |
| ユーロスポーツ                            | ヨーロッパを中心とする総合スポーツチャンネル。                                                     |
| Discovery JEET                            | インドで展開する総合エンターテイメントチャンネル。                                                 |
| ディスカバリーキッズ                      | 子供向け番組を扱う。上述のように米国版は名称を変更しているが、国外では現在も運営している国がある。 |
| Quest                                     | イギリス・アイルランドで展開する総合エンターテイメントチャンネル。                                 |

### 終了
- ディスカバリーチャンネル・ラジオ
  - ディスカバリー・コミュニケーションズが運営する人気番組の音声バージョン。かつては衛星デジタルラジオ（シリウス・XM）で放送していたが、現在は終了。

また、1996年には英国放送協会（BBC）の関係会社・BBCワールドワイド社と提携、アニマルプラネットの制作やアメリカ国内で以下のチャンネルを運営していたが、現在はいずれも解消。
- BBCアメリカ
- BBCワールドニュース